# 中興堂 (台中)

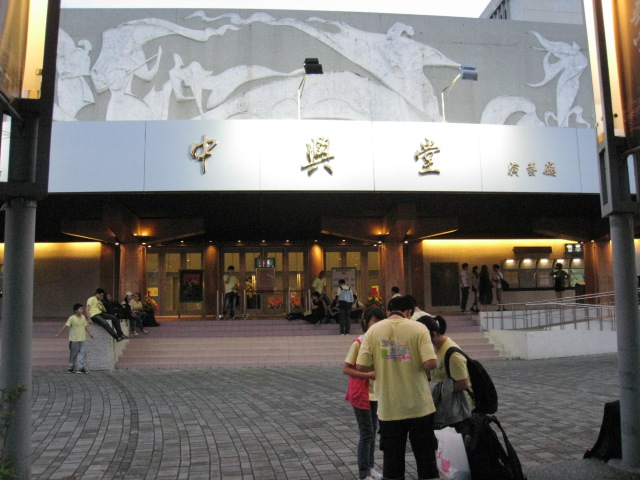
中興堂正面圖

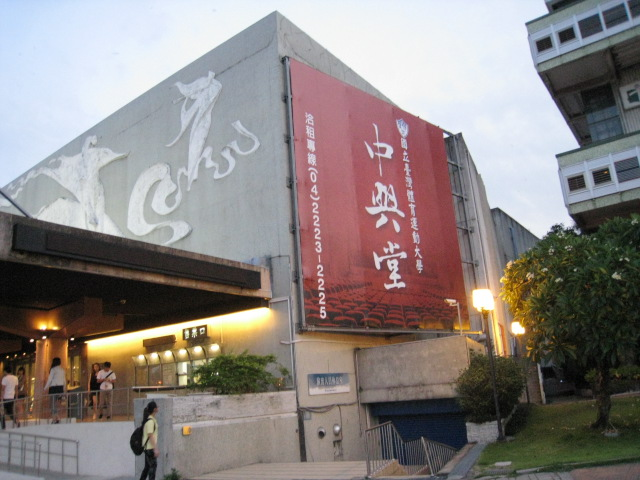
中興堂旁緊鄰臺中市立圖書館精武圖書館

台中中興堂，是一座位於臺中市北區的中型室內表演場地。1972年啟用，為地下一層、地上兩層之建築，占地655坪，樓板總面積約為1,950坪，現設有觀眾席數1,240席（一樓792席和二樓448席），另有輪椅專用席。

## 歷史
- 1972年5月完工啟用時，擁有觀眾席1,380席，隸屬國立臺中圖書館（今國立公共資訊圖書館）。
- 1993年至1995年間，行政院核定「中興堂整建計畫」，以保留1970年代建築風貌且不改變建築體的前提進行整建。
- 2004年2月，因設備老舊且建築構造不符合相關安全法規，行政院文化建設委員會（今文化部）將中興堂封館整修。
- 2006年5月修復完工，觀眾席改為1,240席（一樓792席、二樓448席），另有輪椅專用席[1]，並曾計畫更名[2]。
- 2007年3月9日，委託國立臺灣交響樂團管理[3]。
- 2012年1月，中興堂再無償移撥給國立臺灣體育運動大學[4]。
- 2019年中興堂發生藝文團體表演到一半舞台漏水事件，但臺體受限經費及人力而無法負擔龐大的維護管理費用，又找不到接手管理單位就一直閒置至今。

## 交通
臺中市市區公車
- 台中客運：35、41、142、163、304、307
- 統聯客運：61、73、303、308、326
- 中鹿客運：21
- 中台灣客運：1、25
- 豐原客運：203、280、286、288、900
- 全航客運：58
- 國光客運：289
- 聯營：12

## 外部連結
- 國立台灣體育運動大學 - 藝文場館 - 中興堂